# Mesón B
Los mesones B son mesones compuestos de un antiquark fondo y un quark arriba (B+
), abajo (B0
), extraño (B0
s) o encantado (B+
c). La combinación de un antiquark fondo y un quark top se cree que no es posible a causa de la corta vida del quark top. La combinación de un antiquark fondo y un quark fondo no es un mesón B, sino bottomonium.
Cada mesón tiene una antipartícula compuesta de un quark fondo y un antiquark arriba (B−
), abajo (B0
), extraño (B0
s) o encantado (B−
c) respectivamente.

## Lista de mesones
| Partícula         | Símbolo | Antipartícula | Contenido de Quark | Carga | Isospín (I) | Espín y paridad (JP) | Masa en reposo (MeV/c2) | S  | C  | B' | Vida media (s)      | Desintegraciones comunes            |
| ----------------- | ------- | ------------- | ------------------ | ----- | ----------- | -------------------- | ----------------------- | -- | -- | -- | ------------------- | ----------------------------------- |
| Mesón B           | B+      | B−            | ub                 | +1    | 12          | 0−                   | 5279,29±0,15            | 0  | 0  | +1 | (1,638±0,004)×10-12 | Ver modos de desintegración de B±   |
| Mesón B           | B0      | B0            | db                 | 0     | 12          | 0−                   | 5279,61±0,16            | 0  | 0  | +1 | (1,520±0,004)×10-12 | Ver modos de desintegración de B0   |
| Mesón B extraño   | B0 s    | B0 s          | sb                 | 0     | 0           | 0−                   | 5366,79±0,23            | −1 | 0  | +1 | (1,510±0,005)×10-12 | Ver modos de desintegración de B0 s |
| Mesón B encantado | B+ c    | B− c          | cb                 | +1    | 0           | 0−                   | 6275,1±1,0              | 0  | +1 | +1 | (4,52±0,33)×10-12   | Ver modos de desintegarción de B± c |

## OscilacionesB–B
Los mesones neutrales B, B0
 y B0
s, oscilan entre su estado partícula y antipartícula. Este fenómeno es conocido como oscilación de partículas neutras. La existencia de oscilaciones de mesones B es una predicción del Modelo Estándar de partículas. Se ha medido en el sistema B0
–B0
 con margen de error de 0.496 ps−1, y en el sistema B0
s–B0
s con un error de Δms = 17.77 ± 0.10 (stat) ± 0.07 (syst) ps−1 obtenido por el experimento experimento CDF en Fermilab. Una primera estimación del límite inferior y superior del sistema B0
s–B0
s ha sido realizado por el experimento DØ en Fermilab.
El 25 de septiembre de 2006, Fermilab anunció que habían descubierto la hasta ahora teórica oscilación mesón Bs. De acuerdo al comunicado de prensa de Fermilab:
This first major discovery of Run 2 continues the tradition of particle physics discoveries at Fermilab, where the bottom (1977) and top (1995) quarks were discovered. Surprisingly, the bizarre behavior of the B_s (pronounced "B sub s") mesons is actually predicted by the Standard Model of fundamental particles and forces. The discovery of this oscillatory behavior is thus another reinforcement of the Standard Model's durability...
CDF physicists have previously measured the rate of the matter-antimatter transitions for the B_s meson, which consists of the heavy bottom quark bound by the strong nuclear interaction to a strange antiquark. Now they have achieved the standard for a discovery in the field of particle physics, where the probability for a false observation must be proven to be less than about 5 in 10 million (5/10,000,000). For CDF's result the probability is even smaller, at 8 in 100 million (8/100,000,000).
Ronald Kotulak, escribiendo para el Chicago Tribune, llamó a la partícula "rara" y declaró que el mesón "puede abrir la puerta a una nueva era de la física" con sus interacciones probadas con 'el mundo de la antimateria'.
El 14 de mayo de 2010, físicos en Fermilab reportaron que las oscilaciones decaen a materia 1% más que a antimateria, lo cual podría ayudar a explicar la abundancia de materia sobre antimateria en el universo observable.

## Desintegraciones poco frecuentes
Los mesones B son una importante herramienta para explorar la cromodinámica cuántica.  Varios modos de desintegración poco frecuentes de los mesones B son sensibles a procesos físicos más allá del Modelo Estándar. Al medir estas probabilidades de desintegración se acota la existencia de nuevas parículas. El experimento LHCb ha detectado varias de estas desintegraciones poco frecuentes como Bs → µ+µ−.